# José Sanches Osório
José Eduardo Fernandes de Sanches Osório GCL (Lisboa, São Sebastião da Pedreira, 2 de dezembro de 1940) é um militar português.

## Biografia
Licenciado em Engenharia Militar, Major de Engenharia do Exército, Professor da Academia Militar, Licenciado em Direito pela Faculdade de Direito da Universidade de Lisboa, Advogado, foi um participante activo na Revolução dos Cravos. Na madrugada de 25 de Abril foi, enquanto Major do Exército, um dos seis oficiais organizadores do golpe de Estado que ocupou o Posto de Comando do Movimento das Forças Armadas, na Pontinha. Posteriormente foi diretor-geral da Informação e ministro da Comunicação Social no II Governo Provisório. Foi fundador do Partido da Democracia Cristã, que esteve ilegalizado durante o PREC, vindo depois a ser conotado com a direita conservadora e a extrema-direita, e que acabaria por ser extinto, em 2004. A 24 de Setembro de 1983 foi agraciado com a Grã-Cruz da Ordem da Liberdade.